# Corky Calhoun
David L. "Corky" Calhoun (Waukegan, Illinois, 1 de noviembre de 1950) es un exjugador de baloncesto estadounidense que disputó ocho temporadas en la NBA. Con 2,01 metros de estatura, jugaba en la posición de alero.

## Trayectoria deportiva

### Universidad
Jugó durante cuatro temporadas con los Quakers de la Universidad de Pensilvania, donde promedió 13,5 puntos y 6,9 rebotes por partido. En las tres últimas fue elegido en el mejor quinteto de la Ivy League, ganando su conferencia en 1971 y llegando a las puertas de la Final Four de la NCAA, donde cayeron ante Villanova.

### Profesional
Fue elegido en la cuarta posición del Draft de la NBA de 1972 por Phoenix Suns, siendo elegido también por los Kentucky Colonels de la ABA en primera ronda, eligiendo la primera opción. En Arizona jugó sus dos primeras temporadas, donde no aprovechó bien sus minutos de juego. En su primer año, con más de 24 minutos por partido en cancha, apenas promedió 6,0 puntos y 4,1 rebotes, siendo el peor de su equipo en puntos por tiempo jugado. Su segunda temporada fue similar, siendo traspasado poco después de comenzada la siguiente a Los Angeles Lakers a cambio de dos futuras rondas del draft.
En los Lakers se limitó a dar minutos de descanso a Brian Winters, promediando en su primera temporada 5,0 puntos y 4,1 rebotes por partido. Sus números no mejoraron al año siguiente, siendo despedido al término de la campaña. En 1976 firma como agente libre con Portland Trail Blazers, donde, a pesar de ver casi toda la temporada desde el banquillo, colaboró en la consecución del primer título de los Blazers de la NBA, batiendo en las Finales a los Sixers de Julius Erving por 4 victorias a 2.
Jugó una temporada más en Portland antes de ser traspasado a Indiana Pacers, donde tampoco contó con demasiadas oportunidades, siendo cortado poco después del comienzo de la temporada 1979-80, tomando en ese momento la decisión de retirarse.

## Estadísticas de su carrera en la NBA

### Temporada regular
| Temp.   | Edad | Equipo     | Liga | P   | TIT | MIN  | TC  | TCA | %TC  | 3P  | 3PA | %3P | TL  | TLA | %TL  | R.OF. | R.DEF. | REB | ASIS | ROB | TAP | PER | FP  | PTS |
| 1972-73 | 22   | Phoenix    | NBA  | 82  |     | 24.7 | 2.6 | 5.5 | .469 |     |     |     | 0.9 | 1.2 | .740 |       |        | 4.1 | 0.9  |     |     |     | 2.6 | 6.0 |
| 1973-74 | 23   | Phoenix    | NBA  | 77  |     | 28.7 | 3.5 | 7.5 | .461 |     |     |     | 1.3 | 1.7 | .760 | 1.5   | 3.8    | 5.3 | 1.8  | 0.9 | 0.4 |     | 3.3 | 8.2 |
| 1974-75 | 24   | TOTAL      | NBA  | 70  |     | 19.7 | 1.9 | 4.5 | .415 |     |     |     | 0.8 | 1.1 | .753 | 1.6   | 2.3    | 3.8 | 1.1  | 0.8 | 0.4 |     | 2.6 | 4.6 |
| 1974-75 | 24   | Phoenix    | NBA  | 13  |     | 8.3  | 0.9 | 2.5 | .375 |     |     |     | 1.1 | 1.2 | .933 | 1.1   | 1.5    | 2.5 | 0.3  | 0.5 | 0.2 |     | 1.5 | 2.9 |
| 1974-75 | 24   | L.A.Lakers | NBA  | 57  |     | 22.3 | 2.1 | 5.0 | .420 |     |     |     | 0.8 | 1.1 | .710 | 1.7   | 2.5    | 4.1 | 1.3  | 0.9 | 0.4 |     | 2.8 | 5.0 |
| 1975-76 | 25   | L.A.Lakers | NBA  | 76  |     | 23.9 | 2.3 | 4.8 | .467 |     |     |     | 0.9 | 1.1 | .783 | 1.5   | 2.9    | 4.5 | 1.1  | 0.8 | 0.5 |     | 2.8 | 5.4 |
| 1976-77 | 26   | Portland   | NBA  | 70  |     | 10.6 | 1.2 | 2.6 | .464 |     |     |     | 0.9 | 1.2 | .776 | 0.6   | 1.5    | 2.1 | 0.5  | 0.3 | 0.1 |     | 1.8 | 3.4 |
| 1977-78 | 27   | Portland   | NBA  | 79  |     | 17.3 | 2.2 | 4.6 | .479 |     |     |     | 0.8 | 1.0 | .868 | 0.9   | 1.8    | 2.7 | 1.1  | 0.5 | 0.2 | 0.8 | 1.8 | 5.3 |
| 1978-79 | 28   | Indiana    | NBA  | 81  |     | 16.4 | 1.9 | 4.1 | .457 |     |     |     | 0.9 | 1.1 | .837 | 0.8   | 2.1    | 2.9 | 1.3  | 0.5 | 0.2 | 0.7 | 2.3 | 4.7 |
| 1979-80 | 29   | Indiana    | NBA  | 7   |     | 4.3  | 0.6 | 1.3 | .444 | 0.0 | 0.0 |     | 0.0 | 0.3 | .000 | 1.0   | 0.4    | 1.4 | 0.0  | 0.3 | 0.0 | 0.1 | 0.9 | 1.1 |
| Total   |      |            | NBA  | 542 |     | 20.1 | 2.2 | 4.8 | .460 | 0.0 | 0.0 |     | 0.9 | 1.2 | .782 | 1.1   | 2.4    | 3.6 | 1.1  | 0.6 | 0.3 | 0.7 | 2.4 | 5.3 |

### Playoffs
| Temp.   | Edad | Equipo   | Liga | P  | MIN | TCA | TC | 3PA | 3P | TLA | TL | R.OF. | REB | ASIS | ROB | TAP | PER | FP | PTS | %TC  | %3P | %FT  | MIN  | PTS | REB | AST |
| 1976-77 | 26   | Portland | NBA  | 12 | 94  | 13  | 25 |     |    | 2   | 3  | 6     | 14  | 4    | 4   | 2   |     | 16 | 28  | .520 |     | .667 | 7.8  | 2.3 | 1.2 | 0.3 |
| 1977-78 | 27   | Portland | NBA  | 6  | 109 | 15  | 29 |     |    | 4   | 7  | 6     | 14  | 3    | 2   | 1   | 3   | 6  | 34  | .517 |     | .571 | 18.2 | 5.7 | 2.3 | 0.5 |
| Total   |      |          | NBA  | 18 | 203 | 28  | 54 |     |    | 6   | 10 | 12    | 28  | 7    | 6   | 3   | 3   | 22 | 62  | .519 |     | .600 | 11.3 | 3.4 | 1.6 | 0.4 |